# Eurysthaea liliputiana
Eurysthaea liliputiana là một loài ruồi trong họ Tachinidae.